# Ваља Маре (Бистрица-Насауд)
Ваља Маре (рум. Valea Mare) насеље је у Румунији у округу Бистрица-Насауд у општини Урмениш. Oпштина се налази на надморској висини од 354 m.

## Становништво
Према подацима из 2011. године у насељу је живело 61 становника.